# Canott
Il canott de pesca, o più semplicemente canott, è un'imbarcazione storica a remi tipica del Lago di Como, adoperata ancor oggi dai pescatori per il trasporto del pescato.

## Struttura
Il canott era una barca derivata dall'inglesina. La linea era abbastanza filante e aveva una prua più panciuta rispetto all'inglesina — cosa che consentiva il carico di una grande quantità di pescato e delle reti.
Altra fondamentale differenza tecnica è che il fondo era piatto e privo di chiglia, come le imbarcazioni tradizionali del Lario; ciò consentiva spostamenti laterali fondamentali per la posa di reti e impensabili per altre imbarcazioni realizzate con fasciame sovrapposto.
Essendo una barca da lavoro, aveva una struttura molto più resistente dell'inglesina e della lancia, ma finiture meno curate.
L'imbarcazione racchiudeva in sé le migliori caratteristiche tecniche delle barche tradizionali, unite alla nuova tecnica costruttiva del fasciame sovrapposto: diventava perciò una perfetta macchina da lavoro. Non a caso, il canott è tuttora una delle barche a remi più diffuse sul lago e la più utilizzata dai pescatori professionisti.
Come caratteristiche delle barche tradizionali si ricorda:
- larice e castagno di notevole spessore (3 cm per il fondo e 1 cm per il fasciame);
- fondo piatto;
- fissaggio del primo corso del fasciame direttamente al fondo della barca tramite chiodatura.

Furono realizzati modelli con i tradizionali cerchi in legno e una sottile mantàula, ma le differenti esigenze dei pescatori contemporanei (senza la necessità di lunghe permanenze al largo) fecero sì che i cerchi non fossero più necessari.
Come caratteristiche di derivazione dal metodo “all'inglese” c'erano essenzialmente quelle relative alla sola metodologia.
Rappresenta, come descritto, la fusione di due tecniche costruttive: i mastri d’ascia locali applicarono i principi di base della nuova tecnica in funzione degli usi specifici a loro richiesti, conservando le caratteristiche favorevoli del metodo costruttivo tradizionale.

## Utilizzo
Anche il metodo di voga risulta interessante: per il singolo pescatore un tipo di voga tipicamente lariano, cioè in piedi, col volto verso prua e con remi a pala dritta; per lunghi spostamenti e con equipaggio di due pescatori, il secondo pescatore vogava seduto (dalla panca a prua) dando le spalle alla prua della barca e utilizzando remi a pala curva, con voga tipicamente inglese.
La fusione delle due tecniche risultava particolarmente vantaggioso, raggiungendo buone velocità o percorrendo lunghi tratti di lago senza affaticarsi.